# Malosma laurina
Malosma es un género monotípico de plantas, perteneciente a la familia de las Anacardiaceae. Su única especie: Malosma laurina (Nutt.) Nutt. ex Abrams, con el nombre común de Lentisco., es originaria de Norteamérica se encuentra a lo largo del sur de California y la Península de Baja California en la costa del Océano Pacífico.

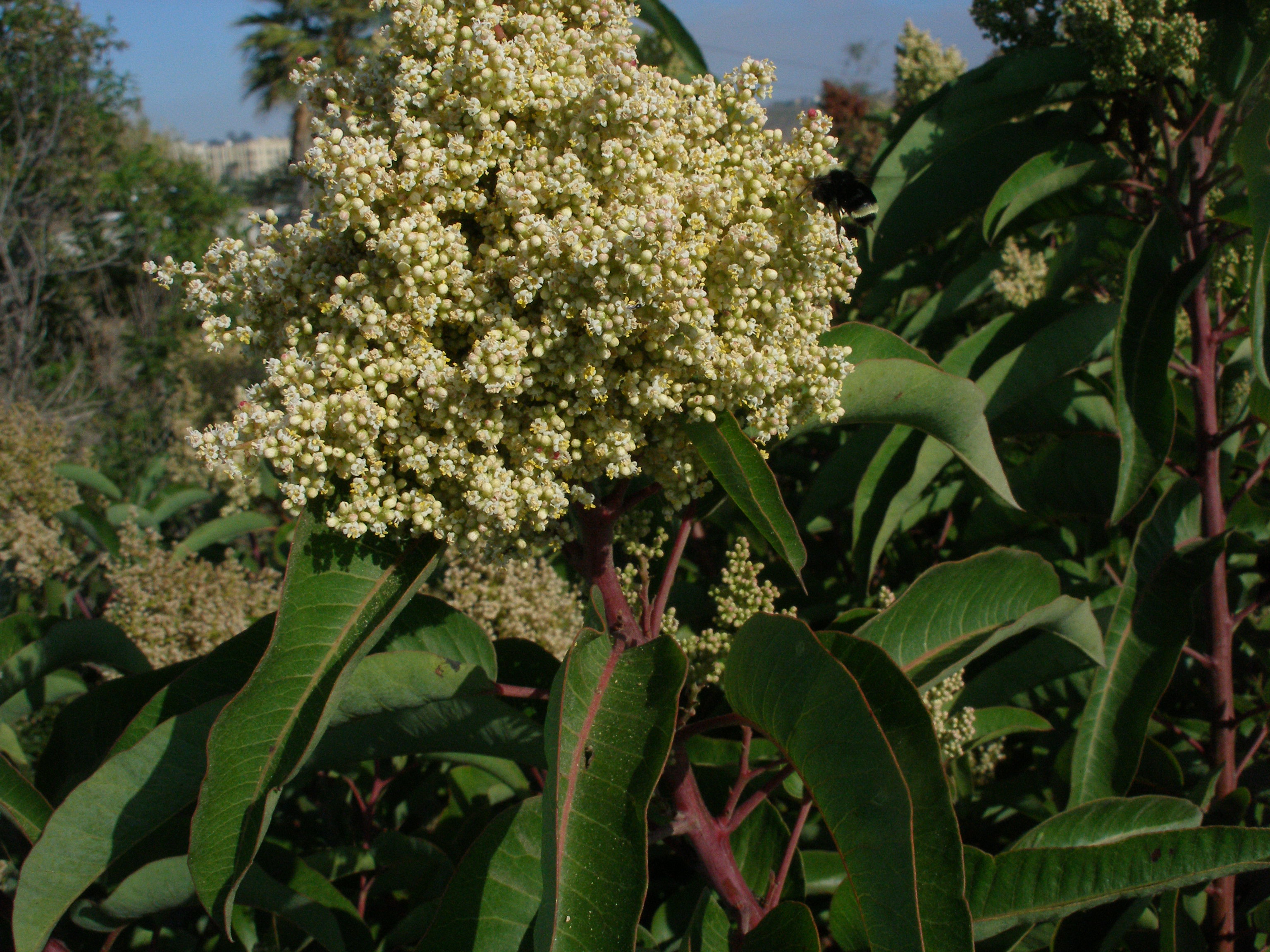
Inflorescencia

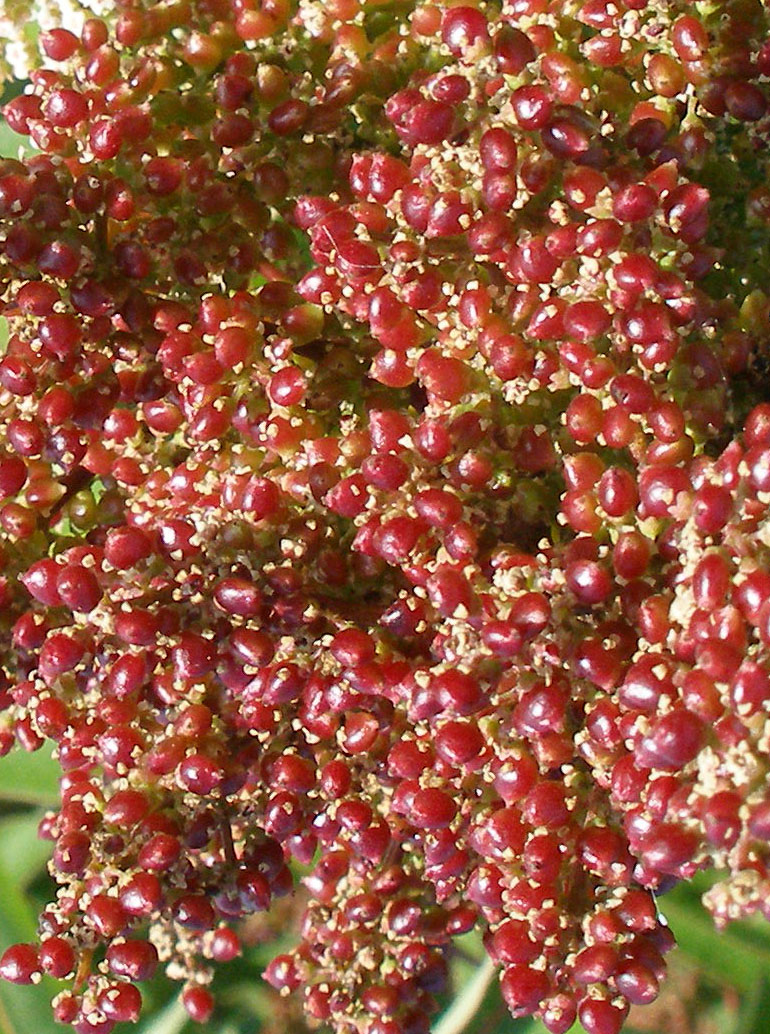
Frutos

## Descripción
Malosma laurina es un arbusto de gran porte o pequeño árbol redondeado, con hoja perenne, alcanza un tamaño de 3 a 5 metros de altura. Las hojas tienen forma de taco (plegadas por el eje central). Cuando están aplanadas, tienen la forma de las hojas de laurel, con la lámina de la hoja en forma de lanza de hasta 10 cm de largo. Las venas de las hojas , y los bordes de las hojas, son de un color rojizo brillante durante todo el año. Las hojas y tallos son fragantes y dan al chaparral su fragancia característica. Las hojas y tallos están llenos de compuestos volátiles que le dan el aroma. Las hojas aparecen húmedas y flexibles durante todo el año, pero son altamente inflamables. Se ha adaptado a los frecuentes incendios en las zonas de chaparral, donde crece, y después de un incendio que quema sus partes aéreas, de rebrotes subterráneos nuevos surgen los tallos y hojas.
En el sur de California, donde crece, los inviernos son relativamente húmedo y el verano son secos ( clima mediterráneo ). 
Las flores son muy pequeñas con cinco pétalos blancos y cinco sépalos con lóbulos verdes . Los grupos de estas flores se producen en los extremos de las ramas en primavera y verano. Los racimos ( panículas ) tienen 7 - 15 cm de largo, y son una reminiscencia de color lila. El fruto es una blanquecina drupa de 3 mm de diámetro con un interior suave.

## Distribución
Malosma laurina se distribuye a lo largo de la costa sur de California (desde Punta Concepción al sur de La Paz), y en varias de las islas del Canal, ubicado cerca de la costa. Malosma laurina no es resistente a las heladas.

## Hábitat
Malosma laurina se encuentra en el matorral costero, chaparral y bosques de roble. De vez en cuando crece en rodales casi puros en el matorral costero, con más frecuencia, se encuentra con Artemisia californica, Salvia mellifera, S. apiana, o S. leucophylla. En el chaparral mixto, a menudo con Quercus engelmannii, Q. lobata, Q. agrifolia, y Juglans californica.

## Nombres
El nombre común de "laurel" fue elegido porque el follaje es una reminiscencia del Laurel - Laurus nobilis , unos arbustos y árboles pequeños, no relacionados, de la cuenca mediterránea. La especie fue asignada previamente al género Rhus , y era conocida como Rhus laurina.

## Cultivo
Malosma laurina se utiliza como planta de paisaje de plantas nativas, tolerantes a la sequía , y en los jardines silvestres en las zonas libres de heladas. Las plantas de origen natural se han utilizado como "plantas centinelas" de productores de aguacate y cítricos para indicar las áreas que están libres de escarcha y adecuadas para huertos en el sur de California .  

## Usos
Los Chumash hacían de harina de la fruta seca de Malosma laurina, y utilizaron la corteza de la raíz para hacer un té para el tratamiento de la disentería.

## Taxonomía
Malosma laurina fue descrita por (Nutt.) Nutt. ex Abrams y publicado en  Flora of Los Angeles and Vicinity (ed. 3) 220. 1917.
Sinonimia
- Malosma laurina (Nutt.) Nutt. ex Engl.
- Rhus laurina Nutt.[10]